# Bildende Kunst

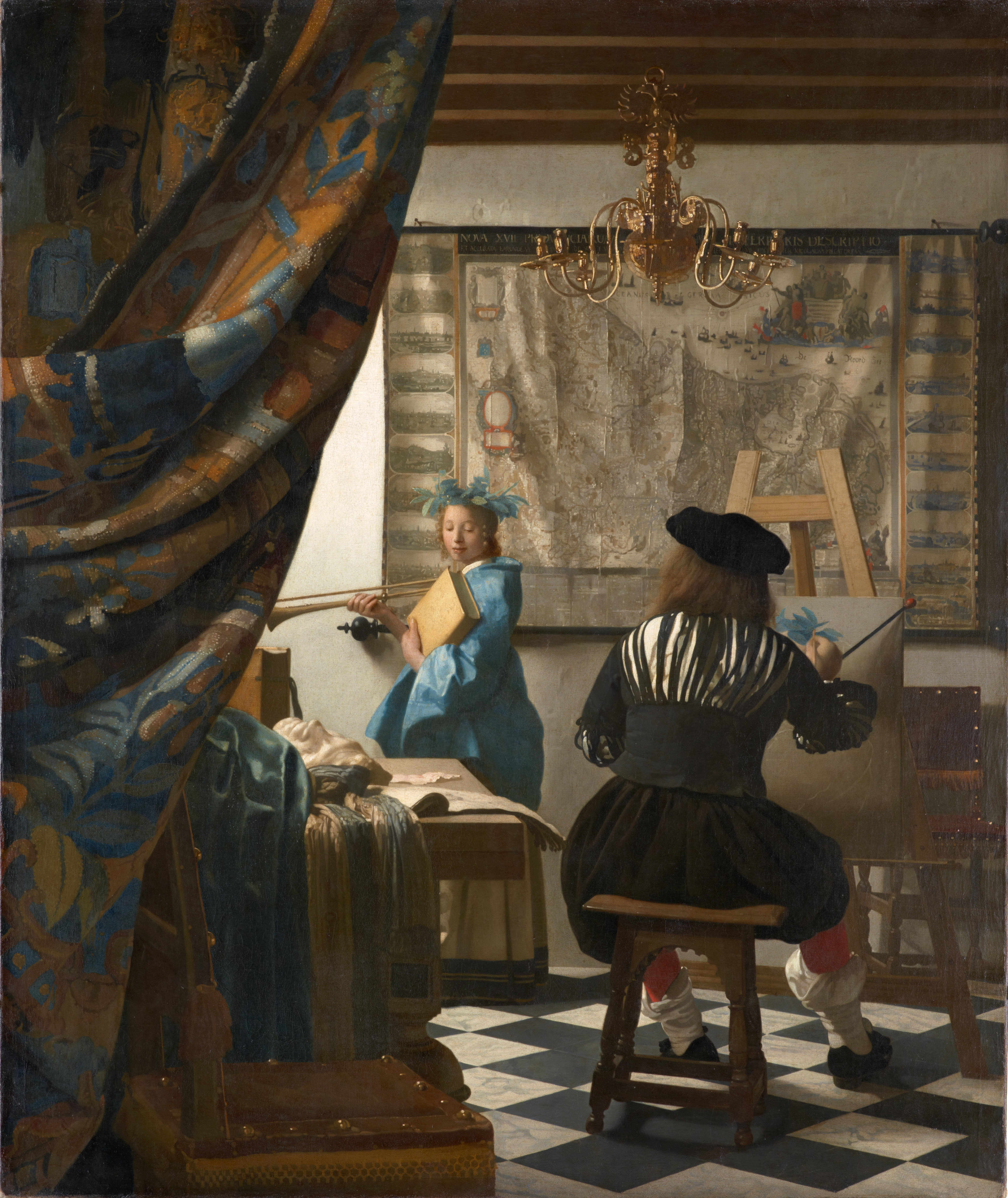
Jan Vermeer: Allegorie der Malerei, 1666–1667

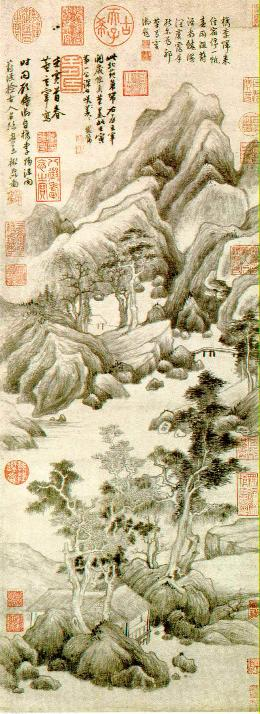
Landschaftstuschbild von Dǒng Qíchāng (1555–1636)

Der Begriff bildende Kunst (manchmal auch Bildende Kunst) hat sich seit dem frühen 19. Jahrhundert im deutschen Sprachraum als Sammelbegriff für die visuell gestaltenden Künste etabliert.

## Definition
Zu den Kunstgattungen der bildenden Kunst zählten ursprünglich die Baukunst, Bildhauerei, Malerei, Zeichnung, Grafik und Fotografie sowie das Kunsthandwerk.
Die bildende Kunst wird unterschieden von den darstellenden Künsten (wie Theater, Tanz und Filmkunst), Literatur und Musik. Während sich die Werke dieser anderen Künste im zeitlichen Ablauf vollziehen, existiert ein Werk der bildenden Kunst meist als körperlich-räumliches Gebilde, das durch sich selbst wirkt und keinen Interpreten benötigt, um vom Rezipienten wahrgenommen zu werden. Die bildende Kunst und die genannten weiteren Kunstrichtungen können unter dem Begriff der „schönen Künste“ zusammengefasst werden. Dies ist vor allem in anderen Sprachen üblich (z. B. französisch les beaux-arts, italienisch le belle arti oder englisch fine arts).
Infolge der Entwicklung neuer Medien und der fortschreitenden Ausweitung des Kunstbegriffes im 20. Jahrhundert wird der Begriff bildende Kunst heute sehr viel weiter gefasst und ist im Einzelfall nicht mehr eindeutig von anderen Kunstformen abzugrenzen. So wird das bis zum Beginn der Moderne vor allem visuell und oft haptisch erfahrbare Kunstwerk im 20. und 21. Jahrhundert fallweise prozessorientiert, wandelt sich etwa zur reinen Idee oder existiert nur als Handlungsanweisung. Anstelle eines reinen Gattungsbegriffs definiert sich die aktuelle bildende Kunst auch durch den Kunstbetrieb und den Kunstmarkt, zu dem etablierte Vertreter der Kunstkritik, des Kunsthandels, Sammler und die Kunstmuseen gehören.
Im Schulfach Kunst an allgemeinbildenden Schulen geht es um bildende Kunst. In einigen deutschen Bundesländern (z. B. Baden-Württemberg) heißt das Schulfach deshalb bildende Kunst.

## Entwicklung der bildenden Kunst
Die ersten Kunstwerke des Menschen waren Ausdruck religiöser Vorstellungen. Später handelte es sich bei Malerei und Bildhauerei meist um Auftragskunst für religiöse Institutionen (in Europa die Kirche), Herrscher, Adelige oder wohlhabende Bürger. Die Motive und Bildsprache unterlagen in den meisten Kulturen oft strengen Konventionen. Die perspektivische und andere Techniken veränderten die Kunst radikal. Die Entstehung einer Kunst, die als Selbstzweck keinem speziellen Nutzen mehr diente (L’art pour l’art), veränderte wiederum das Verhältnis von Künstler, Gesellschaft und Kunstwerk. Teilweise wurde Kunst zu einem Ort von Utopien oder übernahm Aufgaben der Religion.
Heute ist die professionelle bildende Kunst von einem globalen Kunstmarkt bestimmt. In den westlichen Ländern werden zunehmend auch öffentliche Gelder oder Kunstorte wie Museen durch privatwirtschaftliche Institutionen und private Stiftungen ersetzt. Diskussionen um den zeitgenössischen Kunstbegriff finden in der Kunstkritik, Kunsttheorie und an den Kunstakademien statt. Der vor allem in Europa und Nordamerika konzentrierte Kunstbetrieb wird seit den 1990er Jahren zunehmend durch Schwellenländer wie z. B. Brasilien, Südafrika, Korea oder die Golfstaaten erweitert, die zum Beispiel eigene Biennalen veranstalten.

## Bildende Kunst Europas und des Mittelmeerraumes
Die heute übliche Epochenteilung der Kunst wurde von der Kunstwissenschaft im 19. und 20. Jahrhundert etabliert: innerhalb der großen geschichtlichen Epochen zumeist anhand der Kunststile (siehe auch Formalismus). Für die Kunst des Altertums war der Mittelmeerraum maßgeblich, später die europäischen Kunstregionen (unter anderem Italien, Frankreich, der deutschsprachige Raum). Erst seit den 1970er Jahren beginnt die Kunstwissenschaft diesen eurozentrischen Blickwinkel zu relativieren.

### Prähistorische Kunst
Die Prähistorie, also die Vorgeschichte, umfasst den Zeitraum vom Beginn der Menschwerdung bis zur Einführung der Schrift. Da die Schrift nicht allerorts zur gleichen Zeit eingeführt wurde, ist die Vorgeschichte etwa in Ägypten schon um das 4. Jahrtausend vor Chr. zu Ende, während sie z. B. in Nordeuropa mancherorts noch bis ins 12. Jahrhundert nach Chr. andauert. Entsprechend vielfältig sind die künstlerischen Hinterlassenschaften, die aus dieser Zeit fast nur durch Ausgrabungen überliefert sind.
Zu den frühesten Zeugnissen prähistorischer Kunst gehören Höhlenmalerei, Felszeichnung und Felsritzung. Ähnlich wie bei den Funden kleiner Statuetten (Löwenmensch) datiert man die ältesten Höhlenbilder (Chauvet-Höhle) auf rund 30.000 Jahre vor unserer Zeitrechnung. Und sie alle haben vermutlich einen kultischen Hintergrund. Interessante Siedlungsfunde gibt es z. B. in Çatalhöyük, wo vor rund 8000 Jahren auch Wandmalereien entstanden sind.
Mit Beginn der Sesshaftigkeit in der Jungsteinzeit werden unterschiedliche Materialien intensiver und geschickter bearbeitet: Ton, Keramik, Holz, später Metalle wie Bronze (Bronzezeit), Kupfer und Eisen. Verzierte Gefäße, Gürtelschnallen, Schwertknäufe, Gewandspangen (Fibeln) und ähnliche, am Körper von Bestatteten gefundene Gegenstände sowie Totenmasken oder Münzen sind die häufigsten Artefakte, an denen die Archäologie den Gestaltungsdrang der vorgeschichtlichen Menschen festmachen kann. Von „Kunst“ im heutigen Sinne kann noch nicht gesprochen werden. Gestaltete Gegenstände jenseits des täglichen Gebrauchs wie die jüngst gefundene Himmelsscheibe von Nebra, die die erste bekannte kosmologische Darstellung zeigt, sind extrem selten.
Die Eisenzeit bringt in Europa die keltische Kultur hervor, die vom 4. vorchristlichen bis zum 5. nachchristlichen Jahrhundert eine beachtliche künstlerische Produktion vorweisen kann. Von der Keltischen Kunst wirkt besonders die Ornamentik stark bis ins Hohe Mittelalter nach, wo die Buchmalerei auf die verschlungenen Knoten und Ranken dieses geometrisierenden Stils zurückgreift.

### Kunst des Altertums

#### Ägyptische Kunst

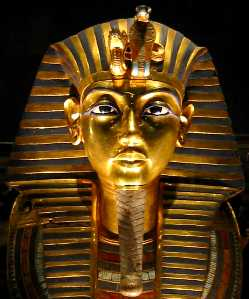
Totenmaske des Tutanchamun

Ca. 3100 v. Chr. wurde Ägypten unter der Herrschaft des Menes vereinigt, mit dem die erste der 31 Dynastien begann, in die Ägyptens alte Geschichte geteilt wird: Altes Reich, Mittleres Reich und Neues Reich. Mit den Hieroglyphen entwickelt sich eine Bilderschrift, der die Vermittlung von Inhalten über Bilder selbstverständlich ist.
Die altägyptische Kunst liegt vor allem in Werken der Malerei, der Reliefkunst, der Plastik sowie der Architektur vor und fand in vielen Bereichen Anwendung, darunter im Totenkult, der Götterverehrung oder auch zu propagandistischen Zwecken. Der charakteristische ägyptische Stil der Darstellungen – ausschließlich mit Gesichtsprofil und gleichzeitiger Frontalansicht des Oberkörpers bei Personen und Göttern. Diese Darstellung bildet sich bereits im Alten Reich heraus und bleibt, abgesehen von gewissen Änderungen unter dem Einfluss der Politik Echnatons, 3000 Jahre quasi unverändert. Wandmalereien oder Reliefs in Grabkammern waren nicht zur Betrachtung durch ein reales Publikum bestimmt, sondern „es wird Leben aufbewahrt zur Verfügung des Toten“ (P. Meyer). Zeitlosigkeit ist außerdem ein zentrales Anliegen aller Darstellungen. Die Toten sollen für die Ewigkeit gerüstet sein. Das führt in der Plastik so weit, dass hockende Figuren, die in dieser Stellung ihre Existenz im Totenreich überdauern sollen, ab einem bestimmten Moment nur noch als Würfel dargestellt werden.

#### Mesopotamische Kunst
3.–2. Jahrtausend v. Chr.

#### Griechische Kunst

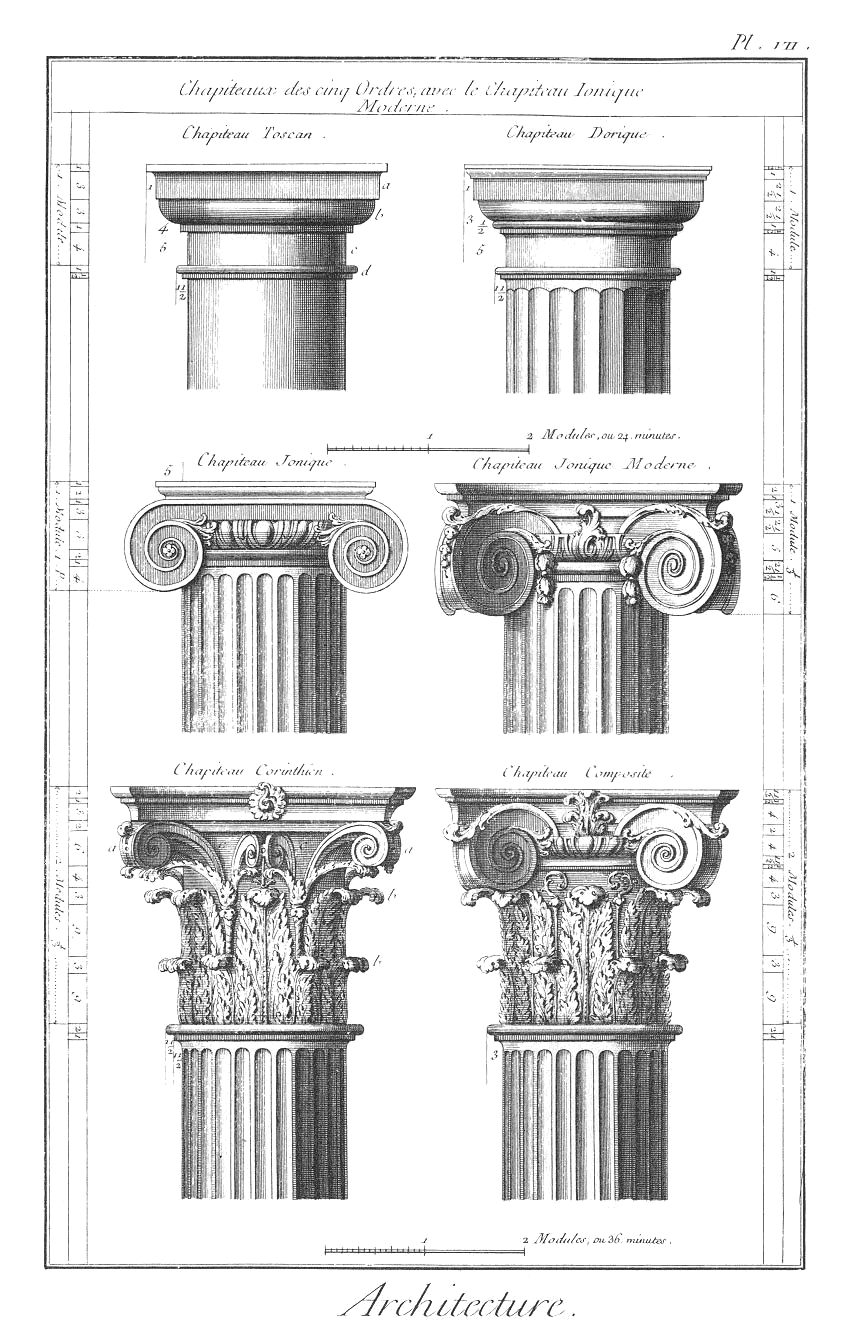
Klassische Säulenordnung

Die griechische Kunst der Antike entstand ab etwa 1050 v. Chr. In der jüngeren Forschung wird ihr auch die vorangehende minoische und mykenische Kunst zugerechnet, die bereits Zeugnisse aus dem 16. Jahrhundert v. Chr. hinterlassen hat. Die wichtigsten künstlerisch bedeutenden Funde der Archäologie sind Skulpturen aus Bronze oder Marmor, bemalte Vasen und Wandfresken.
- Die kretisch-mykenischen Funde werden eingeteilt in die Perioden Frühmykenisch (Mykenisch I: ca. 1600–1500 v. Chr.), Mittelmykenisch (Mykenisch II: ca. 1500–1400 v. Chr.) und Spätmykenisch (Mykenisch III: ca. 1400–1050 v. Chr.) sowie dem in zumindest manchen Regionen noch folgenden Submykenisch (ca. 1050/30 – 1020/00 v. Chr.)
- Die griechische Kunst im engeren Sinne wird in die kunsthistorischen Epochen protogeometrischer Stil (ca. 1050/00-900 v. Chr.) geometrischer Stil (ca. 900–675 v. Chr.), Archaik (700–500 v. Chr.), Klassik (500–325 v. Chr.) und Hellenismus (325–150 v. Chr.) eingeteilt.

Von der griechischen Malerei ist wenig erhalten, obwohl es eine Fülle von literarischen Zeugnissen und nicht wenige bekannte Namen von Malern gibt (Apelles, Zeuxis usw.).

#### Römische Kunst

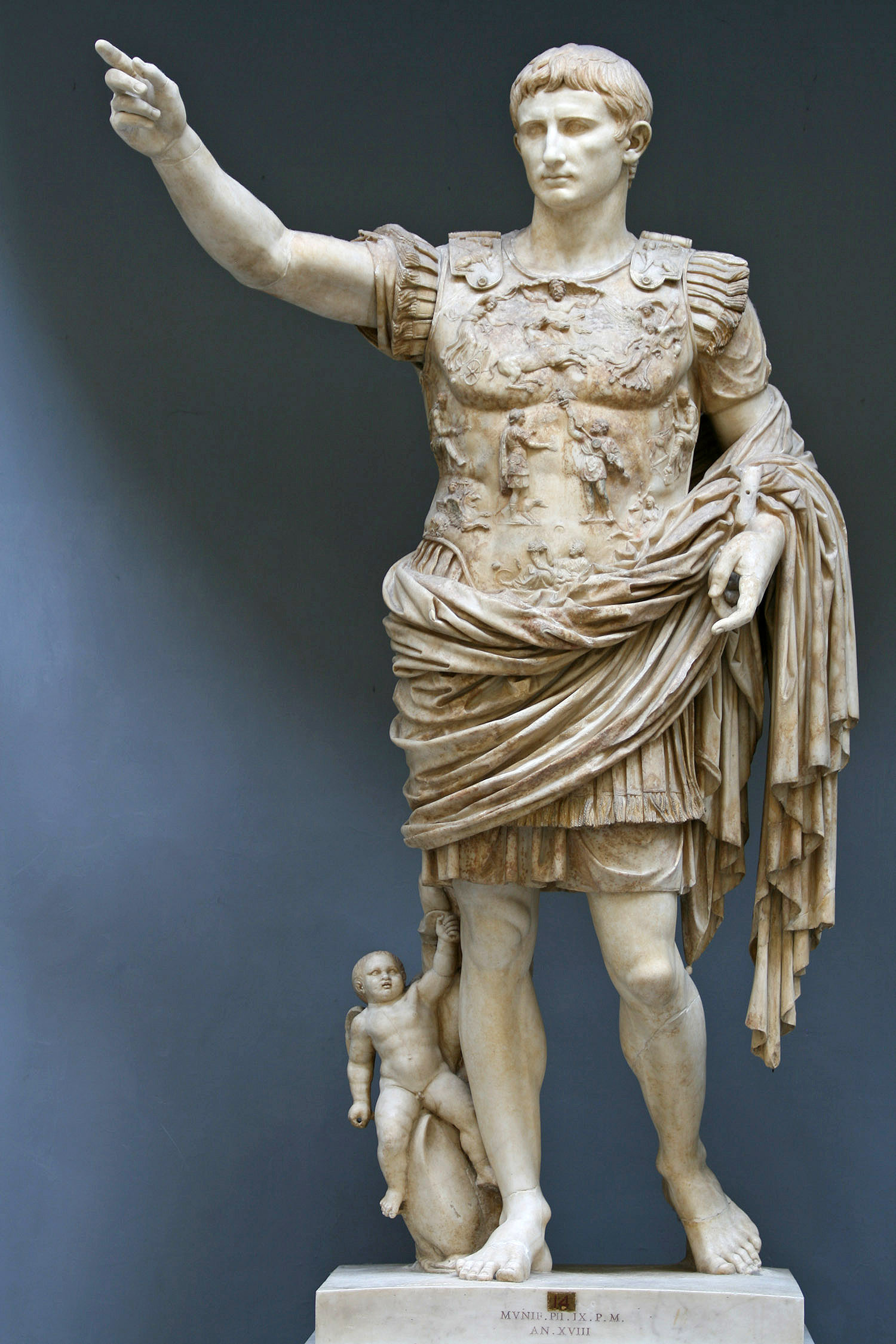
Augustus von Primaporta, Vatikanische Museen, Rom

Die römische Kunst entfaltete sich etwa vom 5. Jahrhundert v. Chr. bis zum 5. Jahrhundert n. Chr. und wurde lange Zeit unter dem Aspekt ihrer Abhängigkeit von der griechischen bewertet. In der Tat verdankt sich etwa die heutige Kenntnis der griechischen Skulptur in hohem Maße der Tatsache, dass wichtige Werke der griechischen Bronzegießer – die wegen des hohen Materialwertes längst wieder eingeschmolzen waren – als römische Marmorkopien überliefert worden sind. Dennoch hat die Kunst des Römischen Reiches in Malerei, Skulptur und vor allem in der Architektur auch neue Wege beschritten. So ermöglichte z. B. der Einsatz von Zement in der römischen Architektur erstmals weitgespannte Kuppeln (Pantheon). Ausgebildet wurden in Rom und seinen Provinzen auch bereits die meisten Bautypen, die vom frühen Christentum für seine Sakralarchitektur übernommen wurden: Zentralbau, Basilika und mehrschiffige Halle.
Zeitgenössische Beschreibungen von Kunst und Kunsttheorie lieferten zum Beispiel der Schriftsteller Plinius der Ältere und der Architekt Vitruv.

### Kunst des Mittelalters

#### Frühchristliche und byzantinische Kunst

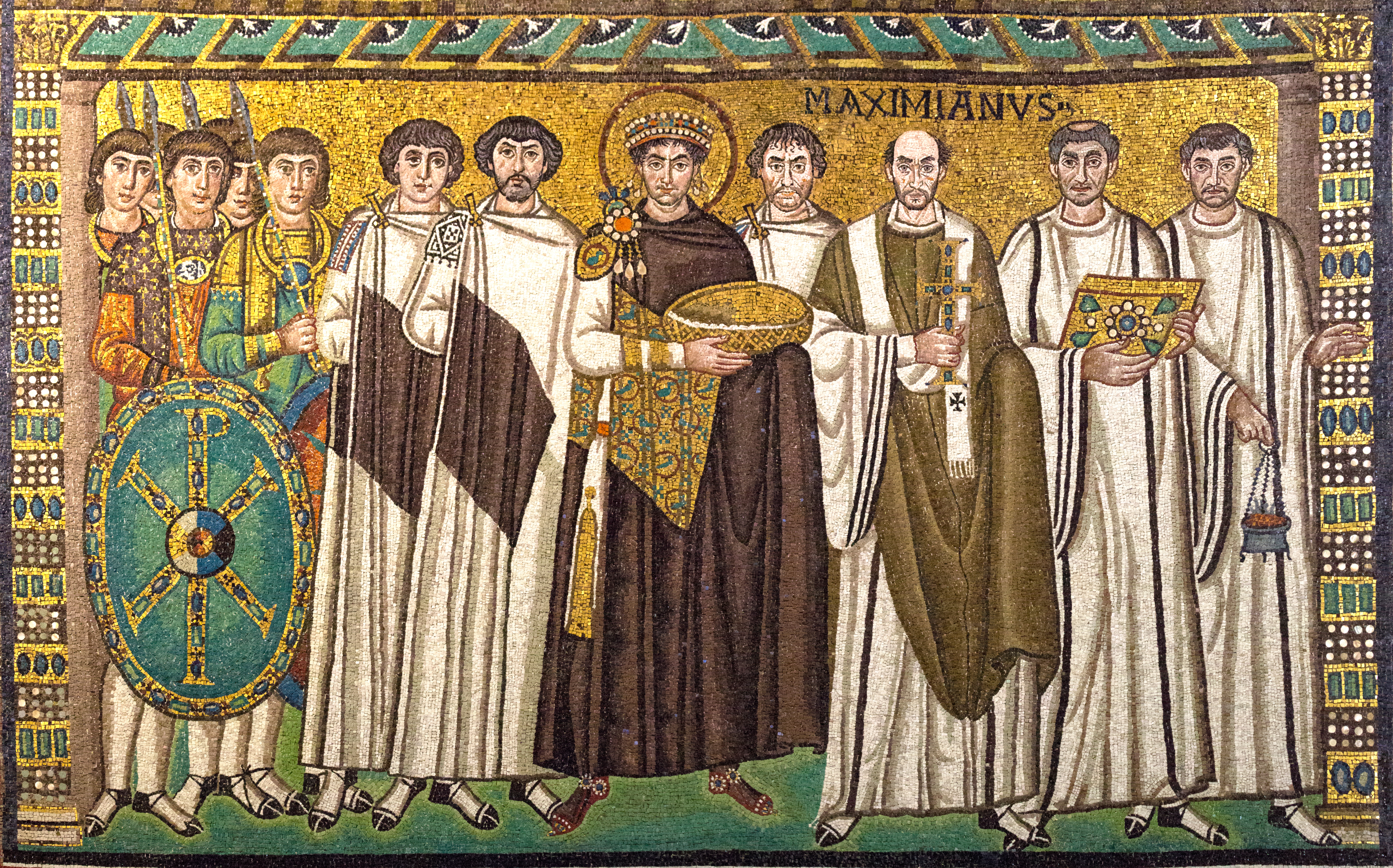
Mosaik im Chor von San Vitale, Ravenna

Frühchristliche Kunst ist an den ersten Stätten, an denen sich die neue Religion verbreitet hat, seit dem ersten Jahrhundert nach Chr. nachweisbar: im Heiligen Land und in Rom. Gemäß den Lebensbedingungen einer unterdrückten Bewegung sind in diese Fundorte in Rom zum Teil versteckt: Wandmalereien und einfache Altäre in Katakomben zählen zu den frühesten Zeugnissen.
Mit der Machtübernahme Kaiser Konstantins wird das Christentum im Jahr 313 zuerst den anderen Religionen gleichgestellt und in der Folge dann Staatsreligion, weshalb seine symbolischen Zeichen, Bauten und Bilder die konspirativen Orte der Frühzeit verlassen können. Durch die Teilung des Römischen Reiches in Westrom und Ostrom, wo Konstantin das alte Byzantion zur neuen Hauptstadt Konstantinopel ausbaute, entwickeln sich zwei unterschiedliche Konfessionen, die ihre Differenzen zu einem nicht geringen Teil im jeweiligen Umgang mit den Bildern des Heiligen sehen. Während das alte Rom nach den Stürmen der Völkerwanderungszeit zum Zentrum der römisch-katholischen Kirche aufsteigt, entfaltet sich in Konstantinopel das orthodoxe Christentum.
Zu den Leistungen der byzantinischen Kunst gehört die Entwicklung eines mobilen Kultbildes, der Ikone, die zu einem zentralen Bestandteil der orthodoxen Liturgie wird. Solitär oder als Bilderwand (Ikonostase) steht sie im Zentrum der Bilderverehrung und bildet viele neue Darstellungsformen aus. Ihr Erfolg ruft als Gegenbewegung den Bilderstreit hervor, in dem sich die beiden grundsätzlichen Haltungen zu Bildern für die gesamte Geschichte der Kunst exemplarisch gegenüberstehen: Ikonoklasten und Ikonodulen.
Unter Kaiser Justinian entstehen neue kulturelle Zentren auch im Westen, besonders Ravenna wird mit Bauwerken und Bilderschmuck aufgewertet. Die Mosaiken von San Vitale und Sant’Apollinare in Classe zählen zu den besterhaltenen Zeugnissen dieser spezifisch byzantinischen Kunstform. Sowohl im Mosaik wie auch bei den Ikonen entwickeln sich festgelegte Bildtypen, die die theologischen Inhalte in festgelegten Formen abbilden.
Die typische Bauform der orthodoxen Kirche ist die Kreuzkuppelkirche.
Das Byzantinische Reich und damit auch seine Kunst endet mit dem Fall Konstantinopels 1453 und seiner Inbesitznahme durch die Türken. Die orthodoxen Kirchen Osteuropas pflegen weiterhin die Tradition der Ikonenmalerei, aufgrund der streng reglementierten Gestaltung wiederholen diese Werke in der Regel jedoch nur ältere Vorbilder.

#### Vorromanik und Romanik

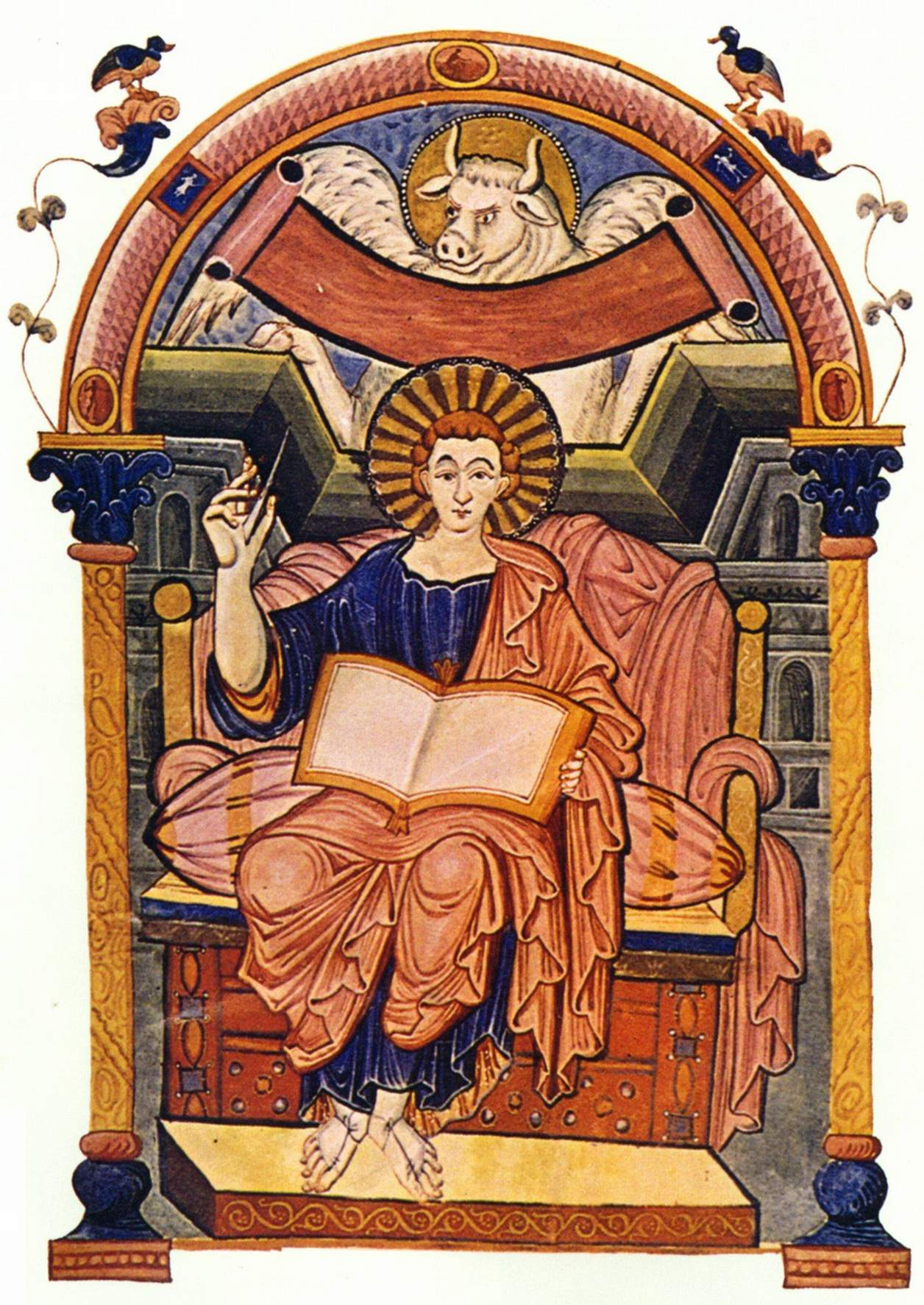
Ada-Handschrift: Evangelist Lukas, um 800

Als sich Karl der Große im Jahr 800 in Rom zum Kaiser krönen lässt, begründet er nicht nur eine bis ins 16. Jahrhundert dauernde politische Praxis, sondern erneuert auch ästhetisch eine europäische Tradition. Seine Rückkehr an die in der Völkerwanderungszeit zu einem Dorf geschrumpfte römische Ex-Metropole lässt sich zum einen als die erste nachantike Anknüpfung an die große Zeit des Römischen Reiches lesen, weshalb die Kunstproduktion unter Karl auch karolingische Renaissance genannt wird. Zweitens verbindet sich das Kaisertum eng mit der fortan wichtigsten Macht, die auch die meisten Bauten und Bilder produzieren wird: der römisch-katholischen Kirche.
Man unterscheidet bei der Vorromanik zwischen der merowingischen Kunst, die sich wie ihre Vorgänger noch der keltischen Kultur zurechnen lässt, und der karolingischen Kunst, die bereits den Reichtum und die Vielfalt eines Stils entfaltet, der sich dank der Machtausdehnung Karls in ganz Mitteleuropa verbreitet. In der Malerei ragen Werke der Buchmalerei und der Wandmalerei hervor, eine Reihe von illustrierten Handschriften ordnet man einer Hofschule Karls des Großen zu. In der Architektur wird etwa mit der Aachener Pfalzkapelle versucht, die Tempelbauformen der römischen Kaiserzeit zu reaktivieren.
Die den Karolingern nachfolgenden Ottonen führen die qualitätvolle Buchmalerei fort (z. B. die Reichenauer Malerschule) und sorgen, wie die darauffolgenden Salier und Staufer für viele neue Kirchenbauten u. a. in den Gebieten der Expansion nach Osten. Die Romanik zeichnet sich, vor allem im Vergleich zur nachfolgenden Stilepoche, der Gotik, durch die massive Bauweise und den wehrhaften Charakter von weltlichen und sakralen Gebäuden aus. Kirchen mussten oftmals die Funktion Wehrkirche erfüllen, große Fenster waren technisch in der Stilepoche der Romanik noch nicht realisierbar und aus Sicherheitsgründen auch nicht erwünscht. Dagegen stand ein hoher Bedarf an Mauerfläche für die Wandmalerei. Weiterer Schmuck waren zweifarbige Bänderungen der Pfeiler und Gurtbögen, sowie Skulpturen an Portalen und Lettnern. Wichtige romanische Bauten sind z. B. der Speyerer Dom, die Abtei Cluny. Bedeutende skulpturale Kunstwerke sind außerdem aus Bronze erhalten, u. a. die Hildesheimer Bernwardssäule. Dem Kunsthandwerk kommt der aufblühende Handel mit Reliquien zugute, der die Nachfrage nach prächtigen Reliquiaren erzeugt sowie die liturgischen Erfordernisse der Kirche (Tabernakel, Vortragekreuze, Meßkelche, bestickte liturgische Gewänder, Radleuchter usw.). Mit der Entstehung neuer Reformorden (Cluniazenser, Zisterzienser usw.) entstehen strengere Bauordnungen und präzise Vorschriften für künstlerische Gestaltung, die die Formenentwicklung immer mehr ausdifferenzieren.

#### Gotik

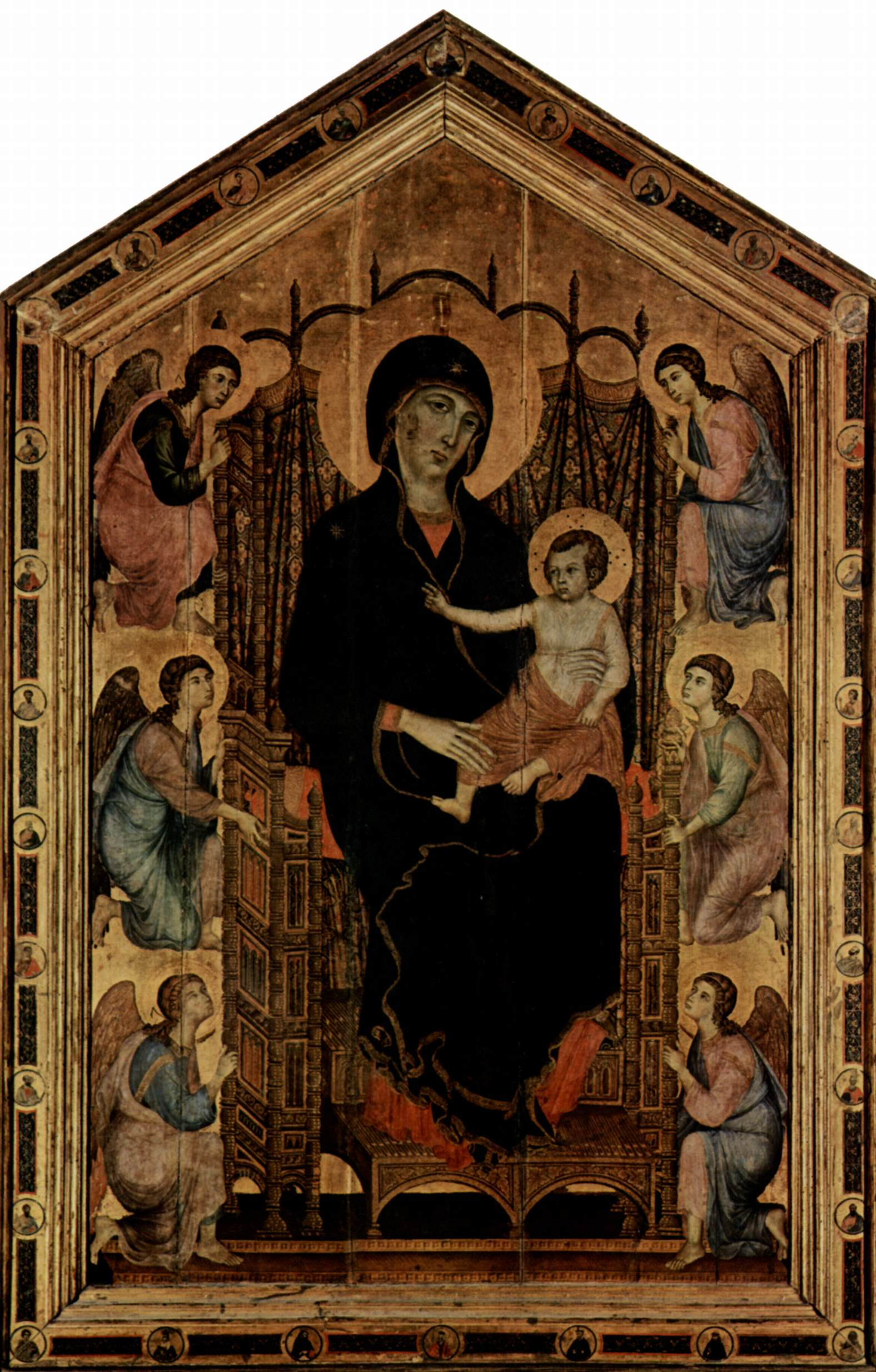
Duccio di Buoninsegna: Madonna Rucellai, Uffizien (Florenz)

Mit der Entwicklung eines neuen Baustils zu Beginn des 12. Jahrhunderts in Frankreich wird eine Epoche eingeleitet, die unter dem nachträglich gewählten und ursprünglich abwertend gemeinten Begriff Gotik bis zum Ende des Mittelalters die Kunst des Abendlandes prägen wird. Durch die Entdeckung, dass sich das Gewicht von Baulasten, insbesondere Decken, durch Strebebogen von der Wand weg nach außen verlagern lässt, wurden große Fensterflächen möglich, die die gotische Kathedrale zum lichtdurchfluteten Baukörper werden ließen. Als Gründungsbauwerk gilt der Chor der Abteikirche von Saint-Denis bei Paris, als Höhepunkte der französischen Hochgotik die Kathedralen von Chartres, Reims, Notre-Dame de Paris und die Sainte-Chapelle. Im damals deutschsprachigen Raum sind besonders zu nennen das Freiburger Münster, das Straßburger Münster, der Kölner Dom und der Prager Veitsdom.
Die Entwicklung der Malerei verdankte einem kriminellen Akt ihren größten Impuls: Die Venezianer bringen von ihrer Plünderung Konstantinopels im Rahmen des vierten Kreuzzuges von 1204 einen neuen Bildtyp in den Westen. Die Ikone ist ein mobiles Tafelbild und wird bald als wichtigster Träger für Malerei triumphieren, wo bisher nur auf Wände – ob als Fresko oder Glasmalerei auf den größer gewordenen Fensterflächen – und in Handschriften gemalt wurde. In Italien, wo die Ikone zuerst eintrifft, entwickelt sich auch zuerst eine westliche Maltradition, die mit Duccio einen ersten großen Maler hervorbringt und mit dem ersten Anwender der Perspektive, Giotto di Bondone, die Flächigkeit, die Bedeutungsperspektive und die Naturferne des Mittelalters schon wieder zu überwinden versucht.
Die Skulptur entfaltet sich wie in der Romanik vor allem an den Fassaden und Portalen der großen Kirchenbauten, nördlich der Alpen aber vor allem in einer Spezialform des Flügelaltares, dem Schnitzaltar. Besonders im süddeutschen Raum entstehen in der Spätgotik Spitzenwerke in den Werkstätten von Tilman Riemenschneider, Veit Stoß und den Erhards aus Ulm.

### Kunst der Neuzeit

#### Renaissance
15. und 16. Jahrhundert

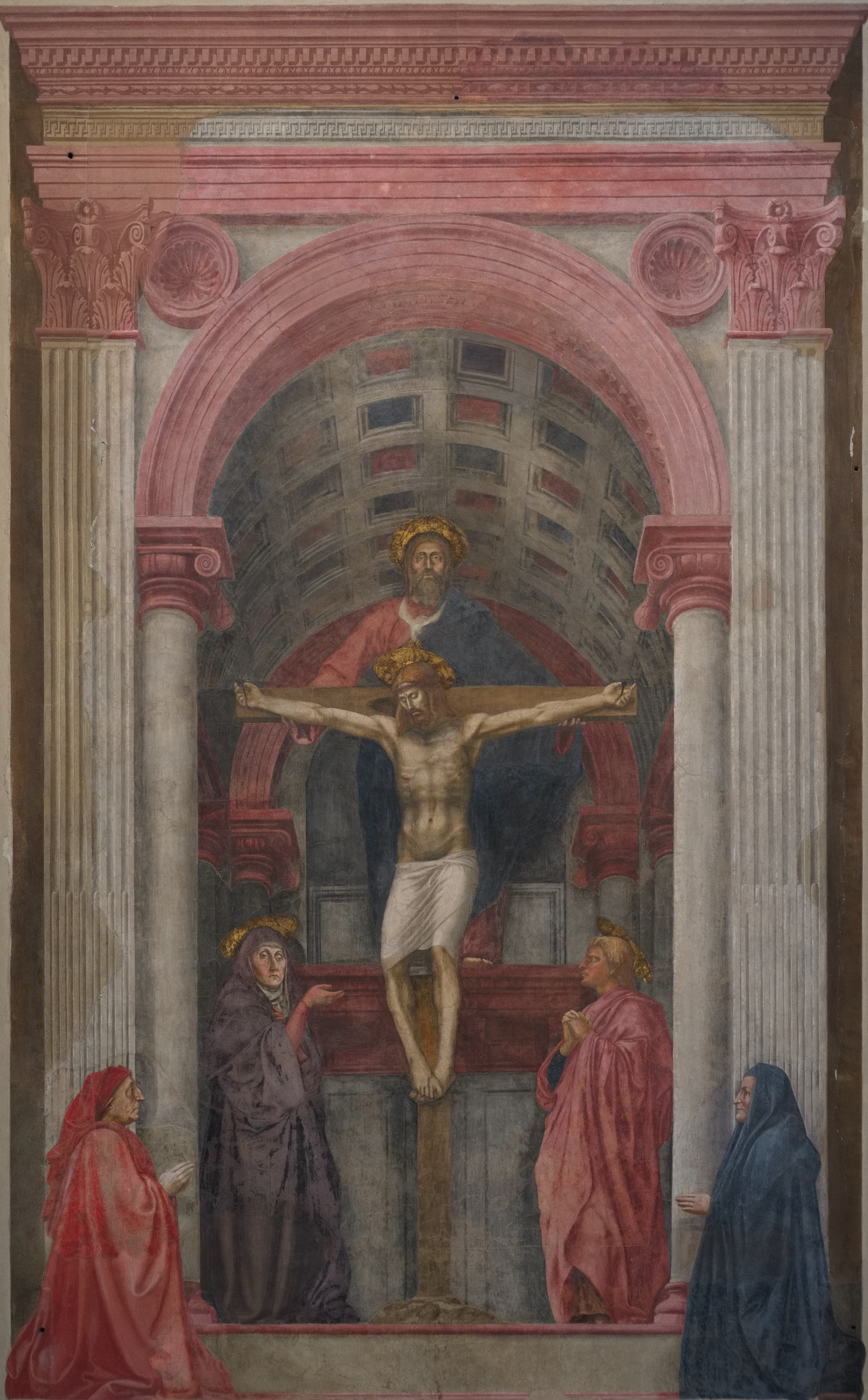
Masaccio: Dreifaltigkeit, Fresko in Santa Maria Novella, Florenz

Mit der Emanzipation der Kaufleute und Seefahrer in den italienischen Stadtstaaten und Fürstentümern wie Florenz (Toskana), Mantua, Urbino, Genua und Venedig entsteht ein neues Publikum für Kunst jenseits kirchlicher oder feudaler Auftraggeber, das dank internationalem Handel kulturelle Einflüsse verschiedener Kunstzentren aufnehmen kann. Zugleich befördern zufällige und gezielte Funde antiker Kunstwerke vor allem in Rom eine neue Sicht auf den Menschen und sein gestaltetes Ebenbild. Die Renaissance nimmt im Italien des 15. Jahrhunderts ihren Anfang und erreicht dort im 16. Jahrhundert ihren Höhepunkt. In den anderen europäischen Ländern zieht die neue Kunst ab ca. 1500 endgültig ein. Sowohl in der Architektur wie in der Bildhauerei nimmt man sich die Antike unmittelbar zum Vorbild: Proportionen, klassische Säulenordnungen, Bauformen wie der Portikus, die Ädikula werden übernommen und mit anderen Elementen (Kuppeln) kombiniert. Die Künstler befreien sich aus den zünftischen Berufsorganisationen des Mittelalters, werden selbstbewusst, signieren ihre Werke und stellen sich selbst dar. Die immer gekonntere Anwendung der Zentralperspektive (deren erste mathematisch korrekte Übertragung ins Bild 1426 Masaccio in seinem Dreifaltigkeitsfresko in Santa Maria Novella in Florenz gelungen sein soll) ermöglicht immer naturnähere Darstellungen.

#### Manierismus
16. Jahrhundert (ca. 1530–1590)
Im Manierismus wird die Ausgewogenheit und vollkommene Harmonie der Hochrenaissance aufgegeben zugunsten einer Dynamisierung und größerer Spannung. Starke Gegensätze, Asymmetrien, Disharmonien, Verzerrung der Proportionen und außergewöhnliche Farb- und Lichteffekte wurden oft verwandt.

#### Barock
1600–1770
Der Barock umfasst in der Kunstgeschichte die Zeit zwischen der Renaissance und dem Klassizismus, in der Zeit von etwa 1600–1750. Als eine Vorstufe des Barock gilt der Manierismus.
Der Barock ist stark durch die Phantasie gekennzeichnet, die von der Bewunderung der großen Maler des 16. Jahrhunderts ausging. Er entsprang dem noch immer bleibenden Interesse am Studium der klassischen Antike. In diesem Sinne brach der Barock nicht mit der Renaissance, sondern entwickelte sie zu einer dynamischeren, künstlerischen Auffassung weiter, in der für den Künstler jede Komposition möglich war; und der hielt sich mehr an die Vermutung als an das formale Gleichgewicht.
Der barocke Stil breitete sich über ganz Europa aus. In den letzten Jahrzehnten dieser Periode (1720–1750) traten in Frankreich und den germanischen Ländern einige Besonderheiten auf, das Rokoko wurde geboren. In dieser Periode der Begeisterung für das Dekorative erreichte auch die Pastellmalerei ihre Blütezeit.

#### Rokoko
1720–1770
Der Übergang vom Barock zum Rokoko (franz. rocaille-Muschel) ist fließend, weswegen das Rokoko auch als Spätbarock bezeichnet wird. Sein Ursprung findet sich im Lebensgefühl des französischen Adels im 18. Jahrhundert. Durch Schäferspiele, Hirtenszenen, opulente Feste, Kostümbälle, Picknicks und Konzerte erzeugte der Adel die Illusion eines unbeschwerten, natürlichen Lebens. Die Sehnsucht nach einem idealisierten Landleben manifestierte sich in Lustschlösschen, Pavillons und dazugehörigen, gestalteten Parkanlagen. Die Frivolität und das spielerische Vergnügen findet sich auch als perfekte Illusion in den raffiniert verfeinerten Motiven des Rokokos wieder. Helle, luftige Farbtöne werden verwendet, die Arbeiten sind übertrieben dekoriert, so auch die Verzierungen von Möbeln und Alltagsgegenständen.

#### Klassizismus
1770–1840
Klassizismus bezeichnet als kunstgeschichtliche Epoche den Zeitraum etwa zwischen 1770 und 1840. Der Klassizismus löste den Barock ab. Eine Form des Klassizismus ist das Biedermeier. Die Epoche wurde in der Architektur von der Romantik begleitet und vom Historismus abgelöst.
Im Verhältnis zum Barock kann der Klassizismus als künstlerisches Gegenprogramm aufgefasst werden. Gegen Ende des 18. Jahrhunderts gelangte er nach einer ersten Phase der Koexistenz durch die anhaltenden Diskussionen über die ästhetischen Leitbilder des Barock zur Vorherrschaft. Der Klassizismus in der Architektur basiert auf dem Formenkanon des griechischen Tempelbaus, lehnt sich teilweise aber auch an die italienische Frührenaissance an.
Außerhalb des deutschsprachigen Raums wird der Klassizismus als „Neoklassizismus“ bezeichnet, dagegen bezeichnet Neoklassizismus im Deutschen die klassizistischen Strömungen im 20. Jahrhundert.

#### Romantik
1790–1840

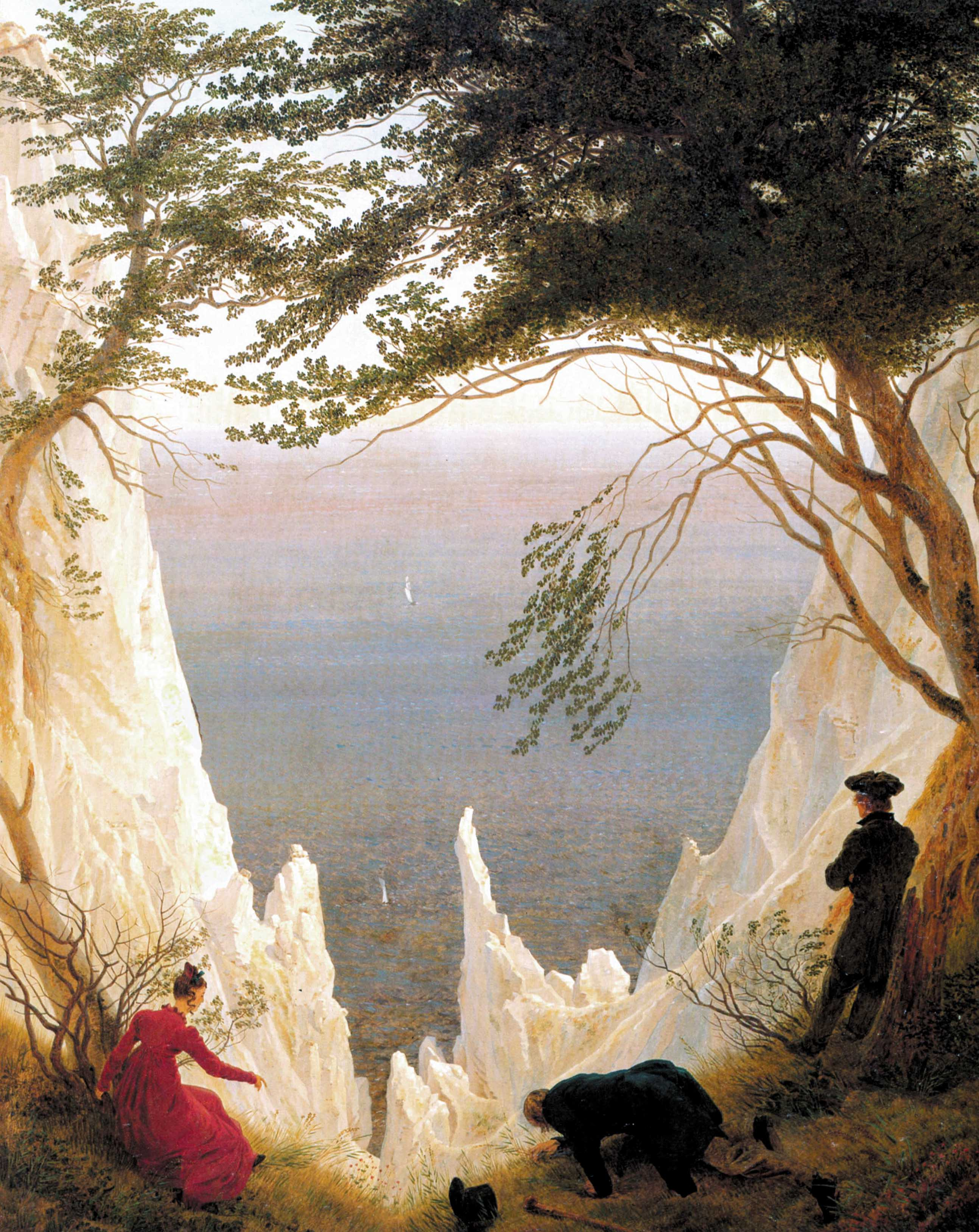
Caspar David Friedrich: Kreidefelsen auf Rügen

Die Romantik ist nicht durch eine besondere Mal- oder Stilart geprägt, vielmehr geht es in dieser Epoche um das Brechen klassischer Normen und die Rückbesinnung auf die Natur, Geschichte und Religion. Durch die Hervorhebung von Emotionalem, Phantastischem und Ungebundenem, versuchte man eine Reaktion auf die Aufklärung zu geben und die Formen des Empirismus und der strengen Art des Klassizismus fallen zu lassen.
Harmonisierung Natur und Architektur:
- Kunst-Natur als Gegenüberstellen und Verschmelzung
- Denkmal-Bauten → Festhalten von Erinnerungen

#### Historismus
1850–1895
Im Historismus wird auf stilistische Elemente vorangegangener Epochen, etwa des Barock, des Rokoko, der Romanik oder der Renaissance, zurückgegriffen, die sowohl einzeln als auch in Kombination in die Werke der Künstler einfließen. Der Historismus wird unter anderem in Neuromanik, Neugotik, Neorenaissance sowie Neobarock unterteilt. Eines der bekanntesten im Historismus entstandenen Bauwerke Deutschlands ist der Berliner Reichstag, bei dem Stilelemente der Neorenaissance und des Neobarock verbunden wurden.

#### Realismus
1850–1895

#### Moderne
1842–1945
Naturalismus, Impressionismus, Pointillismus, Symbolismus, Jugendstil, Expressionismus, Fauvismus, Kubismus, Orphismus, Futurismus, Suprematismus, Dadaismus, Surrealismus, Purismus, Konstruktivismus, Konkrete Kunst, Neoplastizismus, Art déco, Bauhaus, Neue Sachlichkeit, Sozialistischer Realismus, Phantastischer Realismus, Abstrakter Expressionismus, Informel, Funktionalismus, Naive Kunst

#### Postmoderne
Nach 1950: Minimalismus, Happening, Fluxus, Pop Art, Op-Art, Kinetische Kunst, Videokunst, Fotorealismus, Konzeptkunst, Performance, Land Art, Body-Art, Neue Wilde, Zeitgenössische Kunst

## Bildende Kunst in anderen Regionen

### Afrika
Spricht man von afrikanischer Kunst, so meint man damit die Kunst Schwarzafrikas, die sich – wie auch die übrige afrikanische Kultur – vom arabischen Norden des Kontinents, den Staaten des Maghrebs, unterscheidet und die künstlerische Produktion vieler sehr verschiedener Ethnien umfasst. Die bäuerlichen Strukturen Afrikas, die hauptsächlich Holzskulpturen hervorbrachten, die klimatischen Bedingungen und ein Lebensraum, der es Termiten und anderen Schädlingen leicht macht, haben fast keine historischen Objekte der traditionellen afrikanischen Kunst überliefert.
Da die künstlerisch gestalteten Werke des damals kolonisierten Kontinents erst seit Anfang des 20. Jahrhunderts in Europa als Objekte authentischer Kulturen geschätzt, erforscht und vor allem gesammelt wurden, sind die meisten Werke in den Museen und Sammlungen innerhalb wie außerhalb Afrikas sowie auf dem Kunstmarkt mit wenigen Ausnahmen nicht älter als 150 Jahre.
Heute überholte, diskriminierend klingende Begriffe wie Primitivismus, Negerplastik (Carl Einstein) oder (in Frankreich) art negre waren affirmative Schlagworte der Klassischen Moderne, die sich die klaren Formen und die zeitlose Aura der afrikanischen Objekte zum Vorbild nahm.

### Amerika

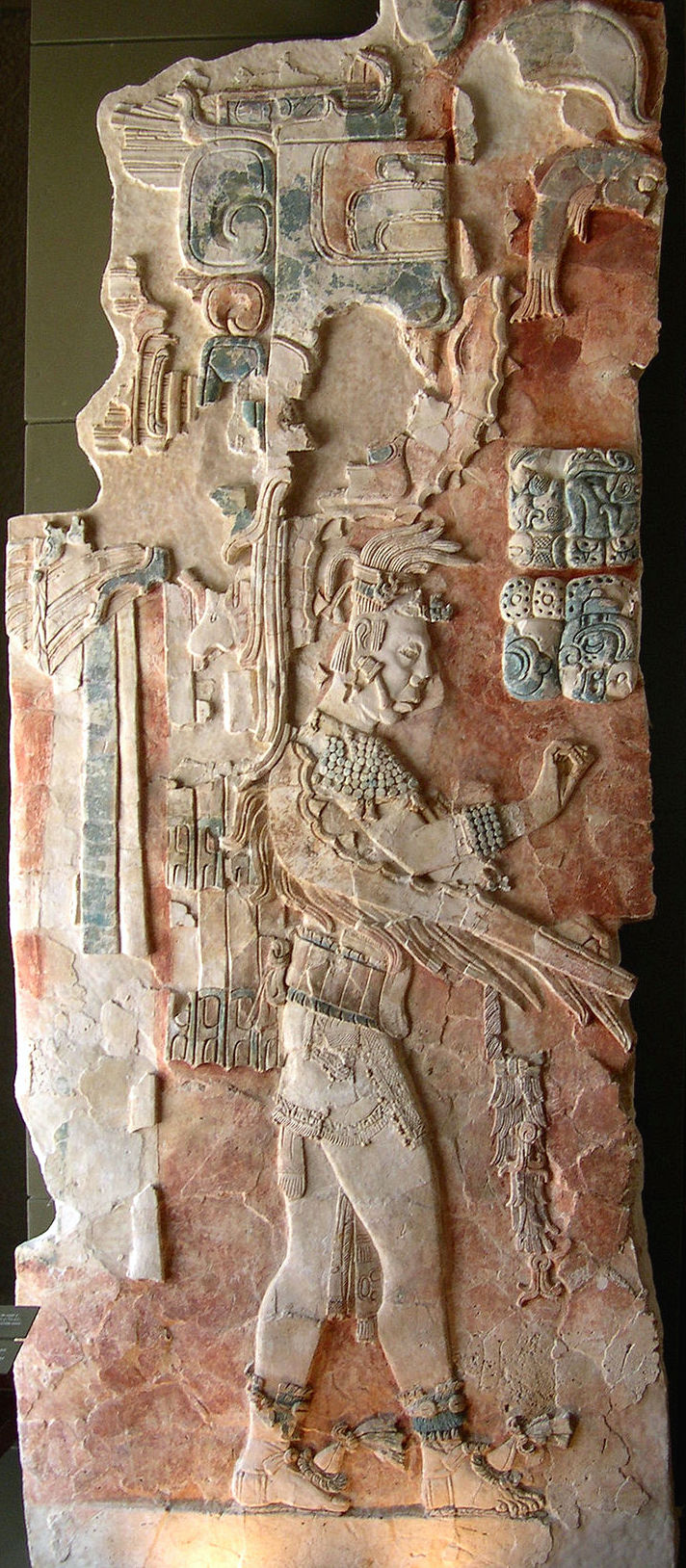
Bildrelief aus Palenque, Mexiko

Zur präkolumbischen Kunst siehe: Azteken, Chichimeken, Huaxteken, Inka, Maya, Mixteken, Olmeken, Purépecha (Tarasken), Tolteken, Totonaken, Zapoteken, Chavín, Moche, Chimu, Recuay, Paracas, Nasca, Ica-Chincha, Chancay, Lima, Taíno, Marajó, Muisca, Narino, Tairona, Calima, Tolima, Sinu, Guinea.

### Asien
- Zur Kunst der Reitervölker siehe: Alanen, Awaren, Xiongnu, Hunnen, Kimmerier, Magyaren, Massageten, Mongolen, Parther, Petschenegen, Polowzer, Saken, Sarmaten, Skythen, Tataren.
- Zur Kunst der Khmer siehe Angkor Wat.
- Chinesische Kunst
- Japanische Kunst
- Koreanische Kunst
- Parthische Kunst
- Persische Miniaturmalerei